# Língua massachussete
Massachussete (massachusett), wôpanaâk ou wampanoag é uma língua algonquina falada em Nova Inglaterra.